# Кашинское городище
Ка́шинское городи́ще, или Чудско́е городи́ще, — объект археологического наследия федерального значения в Богдановичском районе Свердловской области около села Кашина, расположен на мысе левого береге реки Кунары. Является древней стоянкой чудского племени.

## История
Первым, кто изучил Кашинское городище, был инженер Фердинанд Юстинович Гебауэр в 1884 году. Его исследования были записаны в «Записки УОЛЕ», XI выпуск 1, 1887 года.

Из заметки 1884 года инженера Ф. Ю. Гебауэра:
«Близ села Кашина, Богдановичского района, Свердловской области находится так называемое «Чудское городище», расположенное на левом берегу реки Кунары. Последняя образует довольно длинную и узкую языкообразную извилину, огибая при этом высокий правый берег. Этот мыс сплошь состоит из слоев нижнего горного известняка и возвышается как бы в виде плоской возвышенности на 50 м выше уровня реки, имея при этом довольно крутые, местами отвесные, боковые откосы.

Эта местность в прежние времена служила местопребыванием какого-то чудского племени. Судя по некоторому количеству найденных здесь изделий, трудно себе представить, чтобы эта скала служила когда-то постоянным местопребыванием Чуди. Принимая во внимание вышину и трудную приступность мыса со своими крутыми склонами, придающие скале вид как бы естественной крепости, гораздо вероятнее предположить, что эта площадка служила только временным пристанищем или же сторожевым пунктом для обитающей поблизости Чудской общины, так как с этого мыса открыт далекий вид на всю окружающую местность».  Архивная копия от 20 июля 2021 на Wayback Machine
Позднее, в 1960 году, под руководством Елизаветы Берс была произведена археологическая экспедиция Уральского государственного университета. В ходе экспедиции было установлено, что городище основано в середине первого тысячелетия нашей эры. На этом месте жили скотоводы родовой общиной. В подтверждение были найдены предметы обихода и останки, хранящиеся теперь в Краеведческом музее города Богдановича.
Сегодня Кашинское городище является местом отдыха. Рядом с ним в 2004 году был установлен памятный знак — Камень двух колец. Этот памятник посвящен венчанию Павла Петровича Бажова с Валентиной Александровной Иваницкой. С 2006 года здесь проводится праздник «Дом. Семья. Родина», организованный богдановичским Литературный музеем поэта С. П. Щипачёва.